# Gerd Ludwig Lemmer

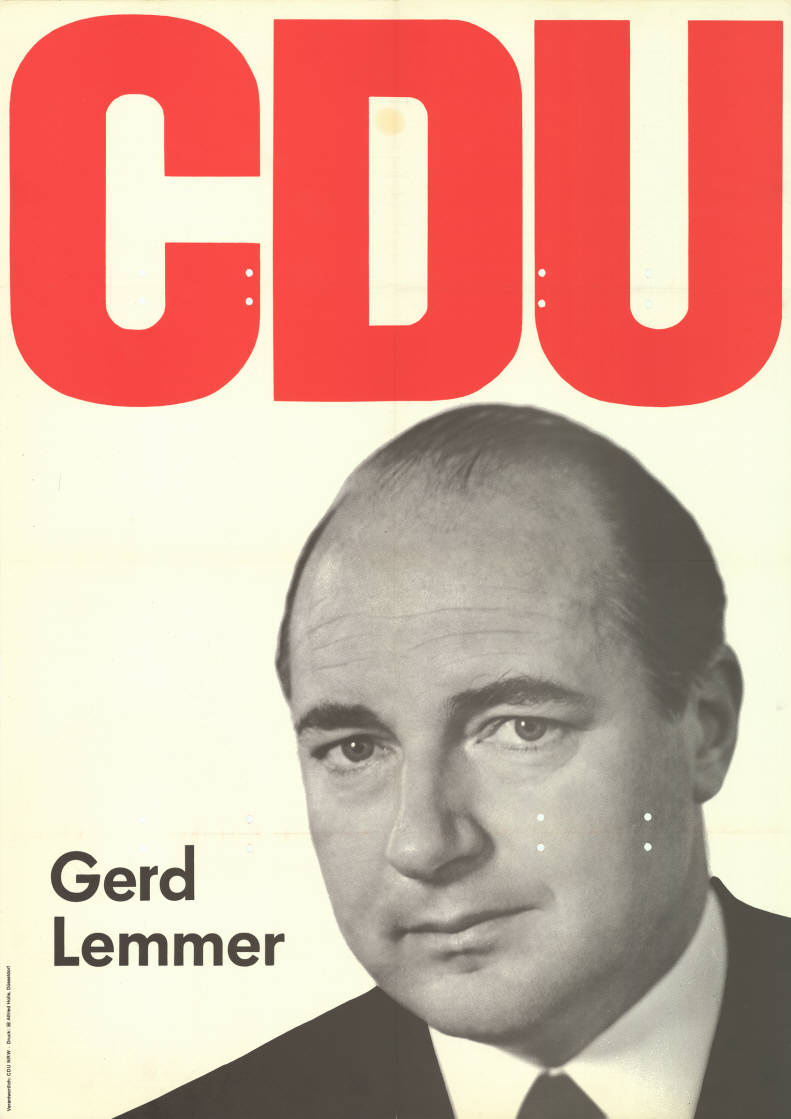
Wahlplakat zur Landtagswahl in Nordrhein-Westfalen 1966

Gerd Ludwig Lemmer (* 13. September 1925 in Remscheid; † 18. März 2016) war ein deutscher Politiker (CDU).

## Leben und Beruf
Lemmer war ein Neffe des späteren Bundesministers Ernst Lemmer. Nach dem Abitur am Lyceum Alpinum in Zuoz (Schweiz) 1945 nahm er ein Studium der Rechtswissenschaften in Göttingen auf, welches er 1950 mit dem ersten und 1954 mit dem zweiten juristischen Staatsexamen beendete. Anschließend war er beim Landkreistag Nordrhein-Westfalen und beim Landschaftsverband Rheinland tätig. Er wurde 1956 Referent bei der Vertretung des Landes Berlin beim Bund und war seit 1959 Leiter des Referats für Auswärtige Angelegenheiten des Berliner Senats, zuletzt in der Funktion eines Regierungsdirektors.
Lemmer war 1966/67 Berater der Fried. Krupp GmbH und von 1969 bis 1983 Vorstandsmitglied einer Maschinenfabrik in Neuss. Er war von 1983 bis 1989 Mitglied der Geschäftsführung der Krupp Industrietechnik GmbH und wurde 1990 Leiter des Bereichs „Sonderaufgaben Vertrieb“ in der Konzernleitung des Unternehmens.

## Partei
Nach dem Zweiten Weltkrieg trat Lemmer der CDU im Bergischen Land bei und war CDU-Kreisvorsitzender in Remscheid. Außerdem war er Mitglied im Landesvorstand der CDU Rheinland und seit 1965 stellvertretender Vorsitzender des Verbands.

## Abgeordneter
Lemmer war seit 1952 Ratsmitglied der Stadt Remscheid und dort von 1954 bis 1961 Vorsitzender der CDU-Fraktion. Er wurde 1956 Mitglied der Landschaftsversammlung Rheinland und gehörte vom 21. Juli 1958 bis zum 27. Mai 1975 dem nordrhein-westfälischen Landtag an. Von 1979 bis 1994 war er Mitglied des Europäischen Parlaments.

## Öffentliche Ämter
Lemmer war von 1961 bis 1963 ehrenamtlicher Oberbürgermeister der Stadt Remscheid. Er wurde im Juli 1962 als Minister für Bundesangelegenheiten in die von Ministerpräsident Franz Meyers geführte Landesregierung von Nordrhein-Westfalen berufen. Während seiner Amtszeit setzte er sich zusammen mit dem Ministerpräsidenten für eine Absicherung des Ruhrkohle-Bergbaus ein. Nach dem Bruch der CDU/FDP-Koalition nahm er noch für eine Woche die Aufgaben des Landesministers für Wirtschaft, Mittelstand und Verkehr wahr, bis er wegen des Konstruktiven Misstrauensvotums gegen Meyers im Dezember 1966 zurücktreten musste. 
Lemmer war vom 1. Dezember 1967 bis zum 21. Oktober 1969 beamteter Staatssekretär im Bundesministerium für Vertriebene, Flüchtlinge und Kriegsgeschädigte. Von April bis November 1969 amtierte er zudem als beamteter Staatssekretär im Bundesministerium für das Post- und Fernmeldewesen.

## Ehrungen
Für seine Verdienste um die Bundesrepublik Deutschland wurde ihm 1974 das Große Verdienstkreuz des Verdienstordens der Bundesrepublik Deutschland verliehen. Seine Vaterstadt Remscheid ehrte den ehemaligen Oberbürgermeister durch die Verleihung des Ehrenbürgerrechts am 3. Oktober 2008, nachdem der Rat dies einstimmig am 13. Dezember 2007 beschlossen hatte.
Siehe auch: Kabinett Meyers II – Kabinett Meyers III